# Agraulis superargentata
Agraulis superargentata är en fjärilsart som beskrevs av Eugenio Giacomelli 1925. Agraulis superargentata ingår i släktet Agraulis och familjen praktfjärilar. Inga underarter finns listade i Catalogue of Life.